# Повратна спрега
Повратна спрега или реакција је у општем случају враћање дијела енергије са излаза неког система на његов улаз, при чему враћена енергија побуђује улаз система заједно са већ присутном енергијом побуде.
Позитивна повратна спрега или позитивна реакција је врста спреге у којој се дио излазног сигнала враћа на улаз са истим знаком или фазом као и сигнал који је већ присутан на улазу. Ово доводи до повећања сигнала на излазу. Код оваквог система долази евентуално до осцилација, па се користи углавном само за осцилаторе.
Негативна повратна спрега или негативна реакција је врста спреге код које се дио излазног сигнала враћа на улаз са супротним знаком или фазом од сигнала који је већ присутан на улазу. Ово доводи до смањења сигнала на излазу. Систем негативне спреге се користи за већину система аутоматског управљања (контролних система), пошто их чини стабилнијима и побољшава њихове друге особине.

## Отворена и затворена петља повратне спреге
Повратна спрега је дио система аутоматског управљања (контролног система) затворене петље. У систему затворене петље, излазно стање се стално упоређује са жељеном величином. У систему отворене петље, излазна величина је подешена једном и даље се не врши упоређење излазне величине са жељеном.
Петља у блок дијаграму показује основни концепт контроле. Измјерено стање жељене излазне величине се користи да би се утврдила потребна исправка у систему - да би се одржало жељено излазно стање. Овај концепт се зове повратна спрега, и контролни системи са повратном спрегом се зову и контролни системи са затвореном петљом. Контролни системи без повратне спреге се зову контролни системи са отвореном петљом, зато што се стварно стање излазне величине не користи за исправке.
Као примјер система без повратне спреге, можемо узети температуру неке пећнице. Рецимо да је пећница била калибрисана при спољној температури од 25 °C са неколико вриједности унутрашње температуре, рецимо 100, 200 и 300 степени. Ове вриједности су уписане на скали, тако да се окретањем бирача на скали бира снага гријача и количина топлотне енергије која ће бити предана.
Овај систем може бити доста тачан за спољну температуру од 25 степени, али шта се дешава ако је спољна температура пала на 5 степени? Губици топлоте у околину су знатно већи, па наше калибрисане вриједности неће одговарати стварној температури у пећници.
Ради тога су уведени системи са затвореном контролном петљом, који жељену излазну величину мјере и преко повратне спреге утичу на извршни систем да увијек смањи грешку на минимум.

## Системи аутоматског управљања (САУ или контролни системи)
Ови системи контролишу стање неке излазне величине. То може бити положај, брзина, температура, или нека друга физичка величина. Иницијално се подеси жељена величина на улазу система SP+. Ову жељену величину систем преноси на излаз преко одговарајућих појачавача и извршних уређаја. Са излазом је спрегнут систем за мјерење (сензор), који било који отклон од подешене позиције преноси на други улаз Pm- упоређивача (детектора грешке). То је често операциони појачавач. На излазу овај производи сигнал грешке (разлику SP+ i Pm-). Ово ће бити даље пренесено у систем, и извршни уређај ће на крају подесити излаз тако да се грешка смањи.
Стална затворена петља повратне спреге ће увијек дјеловати тако, да што више смањи грешку на излазу.
У зависности од елемената који чине повратну спрегу, спрега може бити пропорционална, интегрална или диференцијална. Најчешћа је комбинација, и таква спрега се зове ПИД спрега (пропорционална-интегрална-диференцијална). Да би се математички могло утврдити понашање контролног система, потребно је знати функцију преноса појединих елемената система.

## Електроника
Позитивна реакција или позитивна повратна спрега повећава појачање појачавача. Ово може да доведе до самоосцилација појачавача. Зато се користи углавном у осцилаторима.
Негативна повратна спрега или негативна реакција смањује појачање појачавача. Међутим она има и значајне корисне особине. Уз смањење појачања, долази и до уједначавања карактеристика серије од више појачавача, смањује нелинеарна изобличења, побољшава фреквентну карактеристику, смањује утицај сметњи и шумова на рад, повећава или смањује улазну и излазну отпорност зависно од начина извођења, и повећава температурну стабилност кола.

## Блок дијаграм
Блок дијаграм се састоји од блокова (коцка, правоугаоник) који представљају сваку компоненту контролног система. Линије које повезују блокове представљају пут сигнала и његов смјер. Извор енергије се обично не приказује на дијаграму.
Свака компонента прима улазни сигнал из неког дијела система и производи излазни сигнал за неки други дио система. Сигнали могу бити електрична струја, електрични напон, ваздушни притисак, хидраулични притисак, температура, брзина, позиција, смјер итд. Пут сигнала могу да обезбјеђују електрични проводници, пнеуматске или хидрауличне цијеви, механичке полуге или везе или било која компонента која преноси сигнал од једне компоненте до друге. Компонента може користити спољни извор енергије да повећа амплитуду сигнала.

## Функција преноса

### Функција преноса компоненти
Основна особина неке компоненте контролног система је веза између улазног и излазног сигнала. Ова веза се исказује преносном функцијом компоненте. Функција преноса G се дефинише као однос излазног сигнала B према улазном сигналу A, или износа излазног сигнала подељеног са износом улазног сигнала.
То можемо писати као:
{\displaystyle \mathbf {G} ={\frac {\mathbf {B} }{\mathbf {A} }}}
Најчешће, преносна функција је однос Лапласове трансформације вриједности излазног сигнала са Лапласовом трансформацијом вриједности улазног сигнала.
Одатле, ако знамо вриједност улазног сигнала и функцију преноса неке компоненте, можемо израчунати вриједност излазног сигнала множећи улазну вриједност са преносном функцијом. 
Као примјер, можемо узети термистор којему се електрични отпор у уском опсегу температуре мијења са 10 {\displaystyle \Omega }/° целзијуса. То је његова преносна функција. Ако је промјена температуре била 3 °C, електрични отпор ће се промијенити:
A = 3 °C
G = 10 {\displaystyle \Omega }/ °C
B = A • G = 30 {\displaystyle \Omega }.
Преносна функција се састоји од два дијела. Први је повезаност величине сигнала између улаза или излаза. Други дио је временско кашњење, или фазни помјерај између улаза и излаза. Нелинеарне компоненте ће често уносити промјену величине и фазни помјерај у трансфер функцију.
Фазни помјерај (фазна разлика) = излазни фазни угао - улазни фазни угао.

### Функција преноса система
Основне компоненте код система повратне спреге се могу видјети на слици. А су извршне компоненте, Б компоненте повратне спреге. На улаз се доводи сигнал жељеног референтног стања, регулисане физичке величине (температура, позиција, притисак…). На излазу се добија жељена излазна величина која се мјери, и системом повратне спреге Б доводи до упоређивача (детектора грешке). Упоређивач проналази разлику између жељеног стања (улаз) и измјереног стања (-). Ако је разлика једнака нули, излазни сигнал грешке С ће бити једнак нули. Ако разлика није једнака нули, сигнал грешке утиче на извршне компоненте А тако да ове смање грешку. Ова петља корекције је стално активна.
Ако улазни сигнал означимо са R, излазну величину са C, измјерену вриједност излазне величине са Cm, извршне компоненте са G, и компоненте повратне спреге са H, сигнал грешке E ће бити:
Вриједност контролисане излазне вриједности ће бити једнака сигналу грешке
- функција преноса извршне компоненте:

Измјерена вриједност излазне величине Cm је једнака износу контролисане величине * преносна функција повратне спреге:
Одатле за однос излазне величине C наспрам улазној величини R добијамо:
С тиме добијамо трансфер функцију за контролни систем са затвореном петљом повратне спреге:
{\displaystyle {\frac {\mathbf {C} }{\mathbf {R} }}={\frac {\mathbf {G} }{\mathbf {(1+GH)} }}}
Трансфер функција извршних компоненти садржи разне компоненте, као што су рецимо мотори, појачавачи, зупчаници итд. Њихова укупна преносна функција је у ствари продукт функција G1, G2, ... Gn. Повратна спрега се обично остварује пасивним уређајем који претвара измјерену вриједност излазне величине у подесан сигнал за упоређивач (детектор грешке).
Особине контролног система су обично базиране на упоређењу између подешене вриједности на улазу SP и измјерене вриједности излазне величине Cm. Cm се користи умјесто C зато што је Cm већ измјерен и доступан, а C није. Сада ћемо извести преносну (трансфер) функцију за контролни систем са контролном петљом за тај случај:
И одатле:
{\displaystyle {\frac {\mathbf {Cm} }{\mathbf {SP} }}={\frac {\mathbf {GH} }{\mathbf {(1+GH)} }}}
С тиме добијамо другу једначину за преносну функцију контролног система са затвореном петљом.